# Capoterra
Capoterra ist eine italienische Gemeinde (comune) mit 23.130 Einwohnern (Stand 31. Dezember 2023) in der Metropolitanstadt Cagliari auf Sardinien. Die Gemeinde liegt etwas ins Landesinnere versetzt am westlichen Teil des Golfo degli angeli (auch Golf von Cagliari), etwa 17 Kilometer westlich von Cagliari.

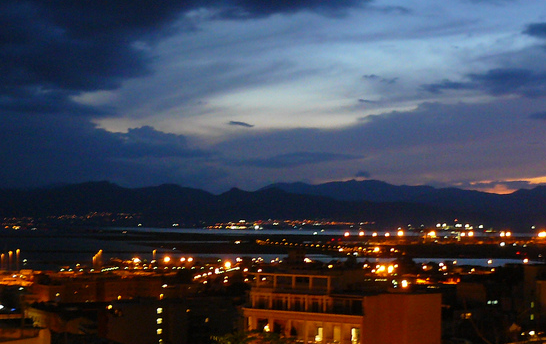
Campoterra

## Gemeindepartnerschaft
Eine echte Gemeinde- bzw. Städtepartnerschaft gibt es nicht, allerdings einen sogenannten patti d'amicizia mit der Gemeinde Peschiera del Garda in der Provinz Verona (Venetien).